# Giang Văn Minh
Giang Văn Minh (chữ Hán: 江文明, 1573 - 1638) tự Quốc Hoa, hiệu Văn Chung, là quan nhà Lê trung hưng trong lịch sử Việt Nam. Ông nổi tiếng với giai thoại sứ thần "Bất nhục quân mệnh" (Không để nhục mệnh vua) vì đã đối đáp thẳng thắn trước triều đình Trung Quốc và bị vua Minh Tư Tông hành hình, tuy nhiên đây chỉ là giai thoại vì cả chính sử cả Trung Quốc và Việt Nam đều không có ghi lại việc này.

## Cuộc đời và sự nghiệp
Ông sinh năm 1573, tại làng Kẻ Mía, xã Mông Phụ, tổng Cam Giá, huyện Phúc Lộc, phủ Quảng Oai, trấn Sơn Tây, (nay thuộc xã Đường Lâm, thị xã Sơn Tây, thành phố Hà Nội. Ông từng đỗ đầu kỳ thi Hội, rồi thi Đình lại đỗ Đình nguyên Thám hoa khoa Mậu Thìn, năm Vĩnh Tộ thứ 10 (1628) đời Lê Thần Tông. Khoa thi này không có ai đỗ Trạng nguyên hay Bảng nhãn, vì vậy ông là người đỗ cao nhất trong cả khoa thi. Sau khi đỗ đạt, ông lần lượt được bổ nhiệm vào các chức vụ như Binh khoa đô cấp sự trung (1630), Thái bộc tự khanh (1631).
Ngày 30 tháng 12 năm Dương Hòa thứ 3 (1637), ông và Thiêm đô ngự sử Nguyễn Duy Hiểu được vua cử làm chánh sứ cùng với 4 phó sứ là: Nguyễn Quang Minh, Trần Nghi, Nguyễn Bình và Thân Khuê dẫn đầu hai đoàn sứ bộ sang cầu phong và tuế cống nhà Minh. Sau khi chết, ông được truy tặng chức Công bộ Tả thị lang, tước Vinh Quận công.

## Giai thoại

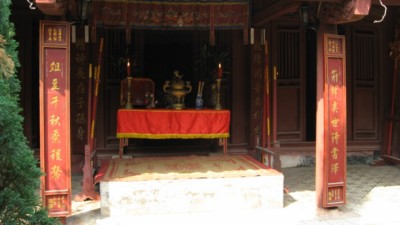
Nhà thờ Thám hoa Giang Văn Minh

Vào thời điểm ông đi sứ, mặc dù nhà Mạc đã bỏ chạy ra Cao Bằng, nhưng nhà Minh vẫn áp dụng chính sách ngoại giao hai mặt khi công nhận cả triều Lê Trung Hưng và triều Mạc với mục đích để cuộc chiến tranh Lê-Mạc kéo dài. Đoàn sứ bộ của Giang Văn Minh đến Yên Kinh (nay là Bắc Kinh) vào năm 1638.
Đến khi triều kiến, Minh Tư Tông Chu Do Kiểm (tức hoàng đế Sùng Trinh) lấy lý do "Vì lệ cũ không có những quy định cụ thể cho việc sắc phong, do đó trong khi còn chờ tra cứu chỉ ban sắc thư để tưởng lệ" để ngăn trở việc công nhận sự chính thống của nhà Lê Trung Hưng và bãi bỏ công nhận ngoại giao với nhà Mạc.
Đồng thời, Chu Do Kiểm còn ngạo mạn ra cho sứ bộ một vế đối như sau:
"Đồng trụ chí kim đài dĩ lục""
("銅柱至今苔已綠")
Nghĩa là:
"Đồng trụ đến giờ rêu vẫn mọc." hay "Đồng trụ đến giờ rêu mọc rậm"
Vế đối này nhắc tới việc chiếc cột đồng Mã Viện vẫn còn ở đâu đó sau một thời gian dài và đã mọc rêu, chính là nói đến việc Mã Viện dẹp cuộc nổi dậy của Hai Bà Trưng, ngụ ý nhà Minh vẫn đang kiểm soát Đại Việt.
Trước sự ngạo mạn đó, Giang Văn Minh đã hiên ngang đối lại bằng câu:
"Đằng Giang tự cổ huyết do hồng"
("藤江自古血猶紅")
Nghĩa là:
Bạch Đằng thuở trước máu còn loang
Vế đối này vừa chỉnh, vừa nhắc lại việc người Việt đã ba lần đánh tan quân xâm lược phương Bắc trên Sông Bạch Đằng, hàm ý rằng các cuộc xâm lược Đại Việt của triều đình phương Bắc luôn chuốc lấy thất bại. Hơn nữa, cột đồng Mã Viện là một thứ mơ hồ không chắc đã có thật, còn sông Bạch Đằng thì hiển hiện như một vết nhơ trong lịch sử xâm lược của triều đình phương Bắc.
Vào thời bấy giờ, câu đối này được xem là cái tát thẳng vào mặt hoàng đế Minh Tư Tông trước đông đảo văn võ bá quan nhà Minh và sứ bộ các nước. Vua nhà Minh bừng bừng lửa giận quên mất thể diện thiên triều, bất chấp luật lệ bang giao, đã trả thù bằng cách trám đường vào miệng và mắt ông, rồi cho người mổ bụng xem "bọn sứ thần An Nam to gan lớn mật đến đâu". Sự việc này xảy ra vào ngày mùng 2 tháng 6 năm Kỷ Mão (1639), năm đó ông đã 65 tuổi. Nhưng Minh Tư Tông vẫn kính trọng ông và sợ bị Đại Việt trả thù khi mà tình hình nhà Minh lúc đó đang ngày càng nguy cấp do các cuộc nổi dậy trong nước cũng như sự xâm lược của nhà Hậu Kim (tiền thân của nhà Mãn Thanh) nên Minh Tư Tông không muốn có thêm một đối thủ nào nữa và đã cho ướp xác ông bằng thủy ngân và đưa thi hài ông về nước.
Khi thi hài của ông về đến Kinh thành Thăng Long, vua Lê Thần Tông và chúa Trịnh Tráng bái kiến linh cữu ông và truy tặng chức Công bộ Tả thị lang, tước Vinh Quận công, ban tặng câu "Sứ bất nhục quân mệnh, khả vi thiên cổ anh hùng" (chữ Hán: 使不辱君命，可謂千古英雄 tức là Sứ thần không làm nhục mệnh vua, xứng đáng là anh hùng thiên cổ).
Trong điếu văn của vua Lê có câu:
- Thục bất hữu sinh, sinh như công dã, kỳ sinh như vinh.
- Thục bất hữu tử, tử như công giả, kỳ tử do sinh.

Tức là: Ai cũng sống, sống như ông, thật đáng sống. Ai cũng chết, chết như ông, chết như sống.
Sau khi thi hài được đưa về nước, Giang Văn Minh được chôn cất tại Đồng Dưa, thuộc xứ Gò Đông, thôn Mông Phụ, xã Đường Lâm, thị xã Sơn Tây, thành phố Hà Nội. Trên cánh đồng này có một quán (hiện có dạng ngôi nhà) nhỏ là nơi linh cữu ông đã được quàn và gọi là quán quàn.
Tuy nhiên câu chuyện trên chỉ là giai thoại, xuất hiện lần đầu trong “Gia phả họ Giang” do ông Giang Văn Hiển, thuộc đời thứ 10 của họ Giang viết năm 1849. Trong đoạn kể về giai thoại trên, ông Giang Văn Hiển còn viết lầm là vua Minh Hy Tông ra lệnh (thực ra Minh Hy Tông chết năm 1627, còn Giang Văn Minh chết năm 1638 vào thời Minh Tư Tông). Đối chiếu với chính sử Trung Quốc và Đại Việt cũng đều không ghi lại chuyện này. Do đó tính xác thực của giai thoại trên đã bị phủ nhận.

## Vinh danh
Hiện nay, nhà thờ ông ở làng Mông Phụ, xã Đường Lâm, thị xã Sơn Tây, Hà Nội đã được nhà nước Việt Nam xếp hạng là Di tích lịch sử - văn hóa.
Nhiều địa phương của Việt Nam đặt tên đường phố theo tên của ông.
- Tại Thủ đô Hà Nội, có phố Giang Văn Minh thuộc quận Ba Đình, nối phố Giảng Võ và phố Đội Cấn, cắt ngang phố Kim Mã.[16]
- Tại Thành phố Hồ Chí Minh, có đường Giang Văn Minh tại phường An Phú, thành phố Thủ Đức.
- Tại Thành phố Bắc Ninh, có phố Giang Văn Minh thuộc phường Võ Cường.
- Tại Thành phố Đà Nẵng, có phố Giang Văn Minh thuộc quận Hải Châu.

## Tác phẩm
- Hoa Nghiêm tự bi: trên tấm bia của chùa Hoa Nghiêm ở thôn Vô Song, xã Đông Hà, huyện Đông Hưng, tỉnh Thái Bình có ghi người soạn văn bia năm Dương Hòa thứ 2 (1636) là Phúc Lộc hầu Giang Văn Minh, đỗ thám hoa khoa Mậu Thìn (1628), chức Đặc tiến kim tử Vinh lộc đại phu, Thái bộc tự khanh.[17]